# Episodi de L'allegra banda di Nick (diciannovesima stagione)
La diciannovesima stagione della serie televisiva L'allegra banda di Nick è stata trasmessa in anteprima in Canada dalla CBC Television tra il 3 ottobre 1990 e il 12 dicembre 1990.
| nº | Titolo originale    | Titolo italiano | Prima TV Canada  | Prima TV Italia |
| -- | ------------------- | --------------- | ---------------- | --------------- |
| 1  | Mutiny              |                 | 3 ottobre 1990   |                 |
| 2  | Robokid             |                 | 10 ottobre 1990  |                 |
| 3  | Constance           |                 | 17 ottobre 1990  |                 |
| 4  | Ghost Story         |                 | 24 ottobre 1990  |                 |
| 5  | The Methuselah Tree |                 | 31 ottobre 1990  |                 |
| 6  | Broken Hearts       |                 | 7 novembre 1990  |                 |
| 7  | Futures             |                 | 14 novembre 1990 |                 |
| 8  | Last Things         |                 | 21 novembre 1990 |                 |
| 9  | Dearly Beloved      |                 | 28 novembre 1990 |                 |
| 10 | Oh, Promise Me      |                 | 5 dicembre 1990  |                 |
| 11 | Sunset              |                 | 12 dicembre 1990 |                 |